# أل غودمان (مغني)
أل غودمان (بالإنجليزية: Al Goodman)‏ هو مغني أمريكي، ولد في 30 مارس 1943، وتوفي في 27 يوليو 2010.

## وصلات خارجية
- أل غودمان على موقع ميوزك برينز (الإنجليزية)
- أل غودمان على موقع ديسكوغز (الإنجليزية)